# Řepa obecná

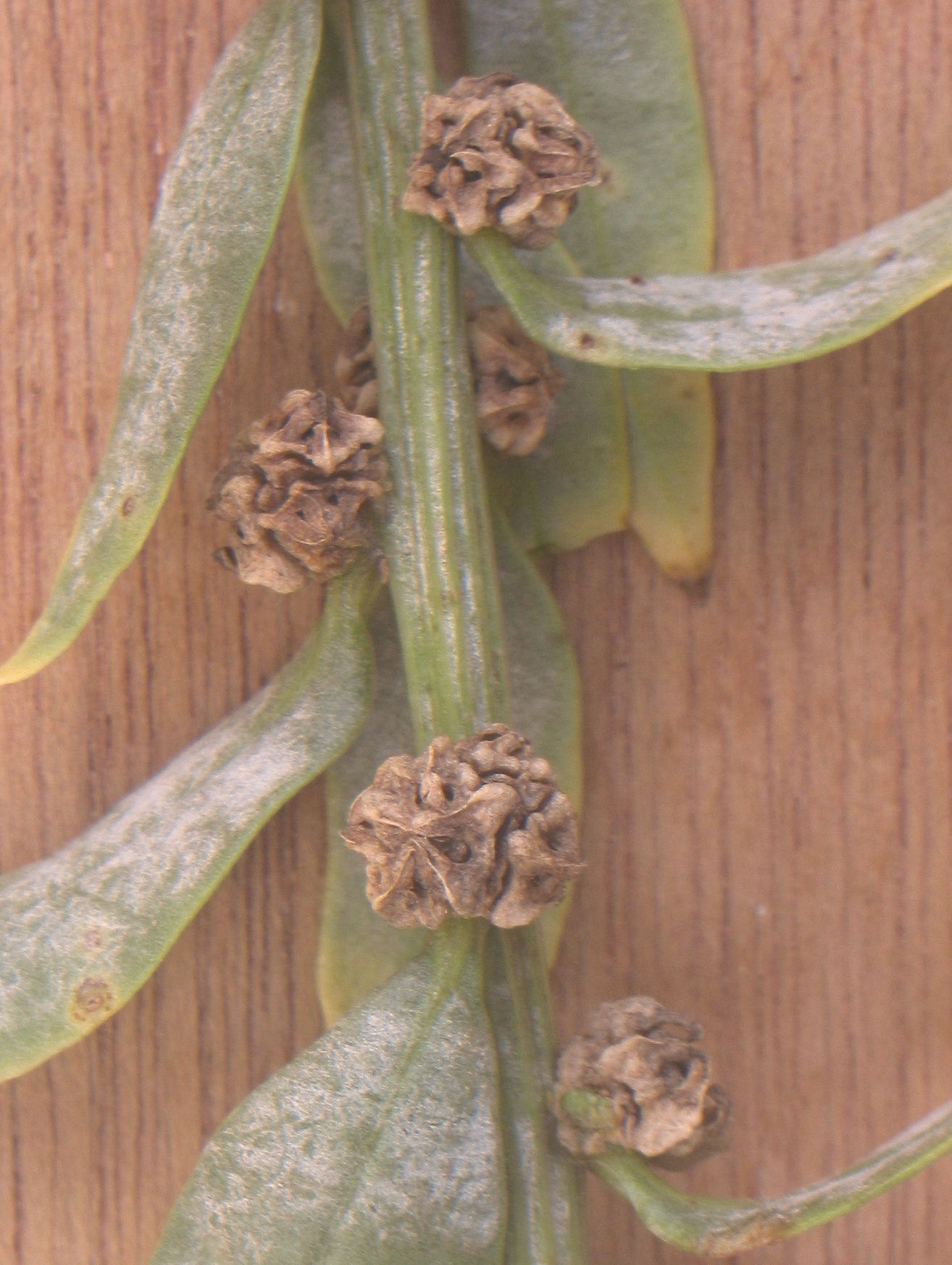
Dozrávající klubíčka se semeny

Řepa obecná (Beta vulgaris) je cizosprašná, rostlina s kůlovitým kořenem a statnou růžici listů, která obvykle kvete druhým rokem. Tato bylina se dostala do české přírody již ve starověku a je v České republice považována za archeofyt. V teplých oblastech Středomoří se pěstuje od počátku našeho letopočtu a během té doby se vyvinuta rozmanitá škála forem tohoto druhu. Mezi nejrozšířenější patří řepa cukrovka, která je surovinou pro výrobu asi 30 % světového cukru a řepa krmná, významný zdroj krmiva pro dobytek.
Existuje vícero postupně překonávaných taxonomických členění jednotlivých forem řepy obecné, zde je použita jedna z nejnovějších, taxonomie podle. Vzhledem ke značné příbuznosti všech typů, možností vzájemného křížení a pravděpodobně i ke společným předkům těchto rostlin se zdá být přiměřené shrnout všechny domestikované formy do kolektivního druhu Beta vulgaris subsp. vulgaris a vyhraněné typy uvnitř hodnotit jako poddruhy nebo skupiny kultivarů (group), méně vyhraněné jako variety (var).

## Rozšíření
Podle historických záznamů se původně z řepy konzumovaly pouze listy s řapíky, kořeny byly tvrdé, tenké a pravděpodobně ne příliš chutné. První kulturní formy řepy obecné pravděpodobně vznikaly lidským výběrem ve východním Středozemí a v oblasti Středního východu, první náznaky různého sortimentu pocházejí z období antického Řecka a starověkého Říma. Teprve v 18. století byly pěstované rostliny rozdílné na jídlo a pro krmení dobytka, řepa se stala důležitou položkou v boji proti hladomorům. V roce 1747 vešlo ve známost, že krystaly cukru z řepy jsou čistá sacharóza, obdobně jako z cukrové třtiny, a po vyšlechtění odrůd s vyšším výnosem začala po roce 1800 hromadná produkce cukru z řepy. Napomohly tomu napoleonské války a blokáda dovozu třtinového cukru z Ameriky.
Nejstarší archeologické nálezy řepy pocházejí ze severního Holandska z období neolitu, ve kterém se namísto dosavadního lovu a sběru stává hlavním zdrojem obživy zemědělství. Za původní areál je považováno téměř celé území západní a jižní Evropy, ze střední Evropy jen Německo, ze severní Velká Británie a Irsko a z východní jen Krymská oblast. Dále na východ je to jihozápadní Asie, Blízký východ, Arabský poloostrov a Přední Indie a dále zasahuje i do oblastí severní Afriky přilehlých ke Středozemnímu moři. Druhotně se pěstování řepy obecné rozšířilo po zbytku Evropy, do Střední Asie, severní Číny, Vietnamu, do Spojených států amerických, do pevninské Střední Ameriky i Karibiku, Jižní Ameriky, do netropických oblastí východní, západní a jižní Afriky, jakož i na jih Austrálie a na Nový Zéland.
V České republice se řepa obecná pěstuje ať již na cukr, jako zelenina nebo krmivo pro dobytek na mnoha místech. V Čechách je to především v Polabí a dolním Povltaví, na Moravě na Hané a v Jihomoravských Karpatech. Řepa obecná je v Česku podle „Seznamu cévnatých rostlin květeny České republiky“ z 2012 považována za archeofyt, kdežto podle KEW je původní druh.

## Ekologie
Pro dobrý růst požaduje úrodnou, kyprou, hlubokou, vlhkou půdu, preferuje zeminu neutrální až mírně zásaditou a plný sluneční svit. Protože většinou pochází z přímořských oblastí, zachovala si omezenou toleranci k soli, lze ji případně omezeně zavlažovat brakickou vodou. Dobře roste v půdě drobivé, dobře odvodněné a bohaté na organické látky, špatně v jílovité. Za vhodné pH je považováno 6,0 až 6,8, ideální jsou roční srážky v rozsahu 230 až 310 mm. Rostlině během vegetace nejlépe vyhovuje klima mírného pásu s průměrnou teplotou od 15 do 20 °C, dlouhodobé teploty nad 25 °C nepříznivě ovlivňují růst i vybarvení. Při pěstování v tropickém pásu je pro dobrou produkci považována za minimální nadmořská výška 600 až 1000 m n. m. Kvete druhým rokem v červnu až srpnu, kvetení v prvém roce není žádoucí. Počet chromozomů 2n = 18, 27 nebo 36, stupeň ploidie x = 2, 3 nebo 4.

## Popis
Lysá, mnohotvará dvouletá, nebo vzácněji jednoletá rostlina bylina s kůlovitým kořenem, často ztloustlým ve válcovitou, kulovitou či vřetenovitou bulvu. Prvým rokem rostou z vrcholu kořene nebo bulvy ve spirále, od vnějšku ku středu, zelené až načervenalé listy s dlouhým, silným, zespod vypouklým řapíkem. Čepel listu je lesklá, křehká, často zvlněná neb kadeřavá, bývá dlouhá 20 až 30 cm a široká 10 až 15 cm, zespodu má silně vystupující žilky, u báze je klínovitá, na vrcholu tupá a po obvodě celistvá. S nástupem zimního období listová růžice zaniká.
Druhým rokem vyrůstá ze středu listové růžice na kořeni či bulvě přímá, hrubě rýhovaná květonosná lodyha dlouhá 50 až 150 cm, jenž bývá v horní části větvená. V dolní části porůstá střídavými vejčitými či kopinatými listy s řapíkatou čepelí, které se směrem vzhůru zmenšují a přecházejí v listeny. Počet listů je dán odrůdou, cukrová řepa jich může mít i více než padesát. Z úžlabí listů a čárkovitých listenů vyrůstají, obvykle po dvou až šesti (někdy i jednotlivě), v hustých, 2 až 4 mm velkých klubíčkách oboupohlavné květy a vytvářejí mnohočetná složitá květenství laty lichoklasů.
Miskovité květy mají vytrvalé okvětí vytvořené z pěti zelených, žlutobílých či načervenalých lístků dlouhých 3 až 5 mm, které jsou kýlnaté a na konci kápovitě ohnuté; u sousedních květů často spolu okvětní lístky splývají. V květu je pět tyčinek s nitkami splývajícími u báze ve žláznatý val produkující malé množství nektaru a dále polospodní tříboký semeník se dvěma až třemi přisedlými bliznami. Květy jsou opylovány hlavně větrem, podstatně méně často drobným hmyzem. Rostlina kvete i přes tři týdny, květy v klubíčkách rozkvétají a dozrávají postupně od spodu lodyhy.

## Rozmnožování
Řepa obecná se přirozeně rozmnožuje semeny, které rostlina vytváří až druhým rokem. Kořen či bulva mohou v mírném klimatu zůstat přes zimu v půdě, většinou se však vytahují a nechávají přezimovat ve vlhkém chladném prostředí, na jaře se opět vysadí. Tímto jednáním se dosáhne toho, že se vysadí jen vzhledově nejlepší jedinci a předpokládá se, že předají své dobré geny do semen.
Z opyleného květu vzniká plod, kulovitá nažka uzavřená ve ztvrdlém okvětí, které je pevně spojeno s jejím oplodím. Nažky jsou navíc částečně srostlé se sousedními z květenství a vytvářejí světle hnědé plodenství, pevný shluk semen, tzv. vícekličkové osivo. Po jeho zasetí vyklíčí ze stejného místa více semenáčů, které si navzájem nežádoucně konkurují. Pro potřeby zemědělců jsou některé kultivary řepy geneticky upravené tak, že poskytují od sebe oddělená, tzv. jednokličková semena. Mimo těchto semen se v praxi používá ještě tzv. obrušované osivo, ve kterém je mechanicky snížen počet jednotlivých semen v původním vícekličkovém semeni, což usnadňuje jednocení vzrostlých rostlinek. Semeno řepy obecné obsahuje velké množství perispermu, což napomáhá rychlému růstu. Přirozené vícekličkové osivo má HTS 18 až 25 g, jednokličkové 10 až 17 g a obrušované 12 až 15 g.

## Galerie

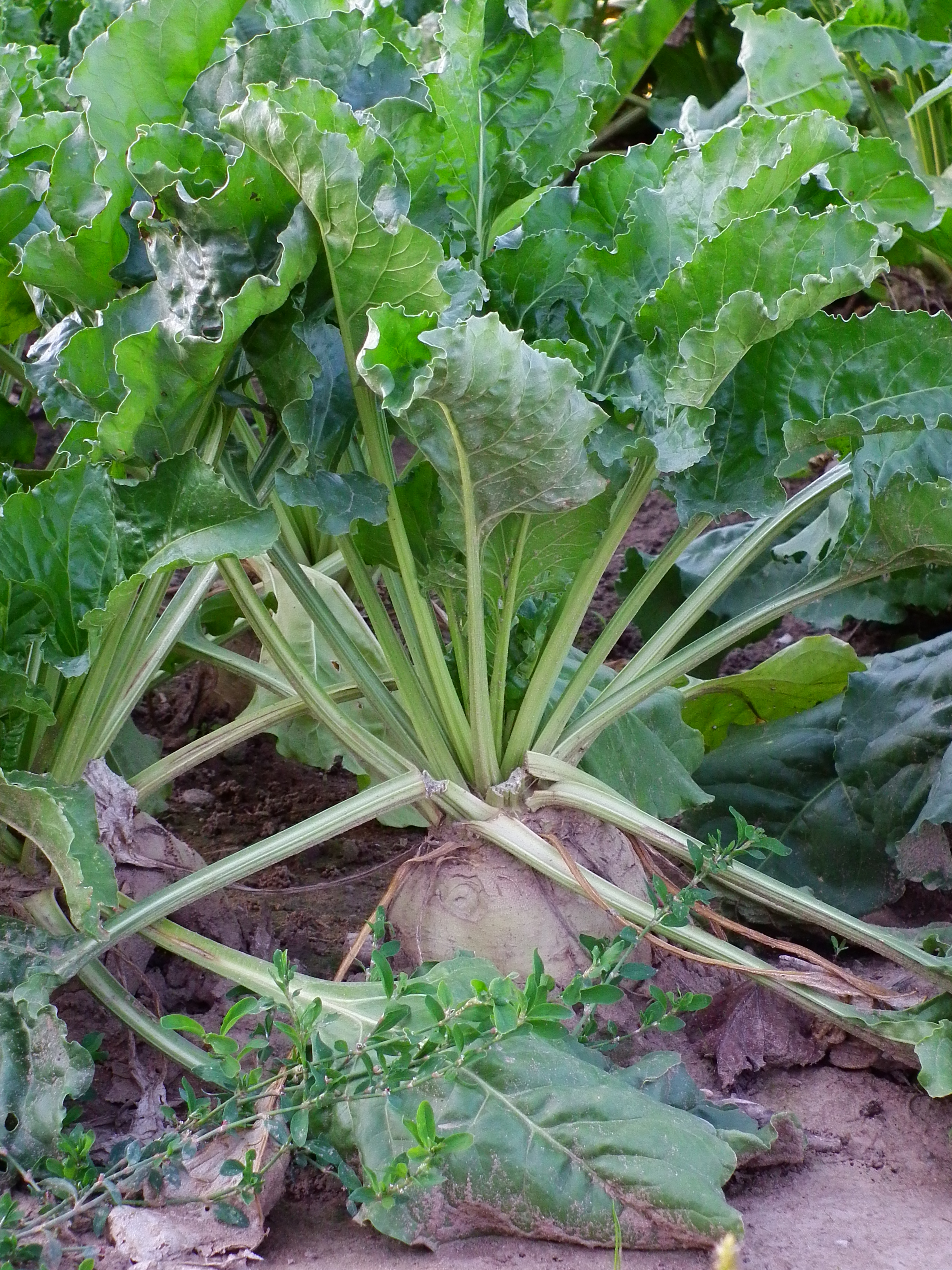
Řepa cukrovka
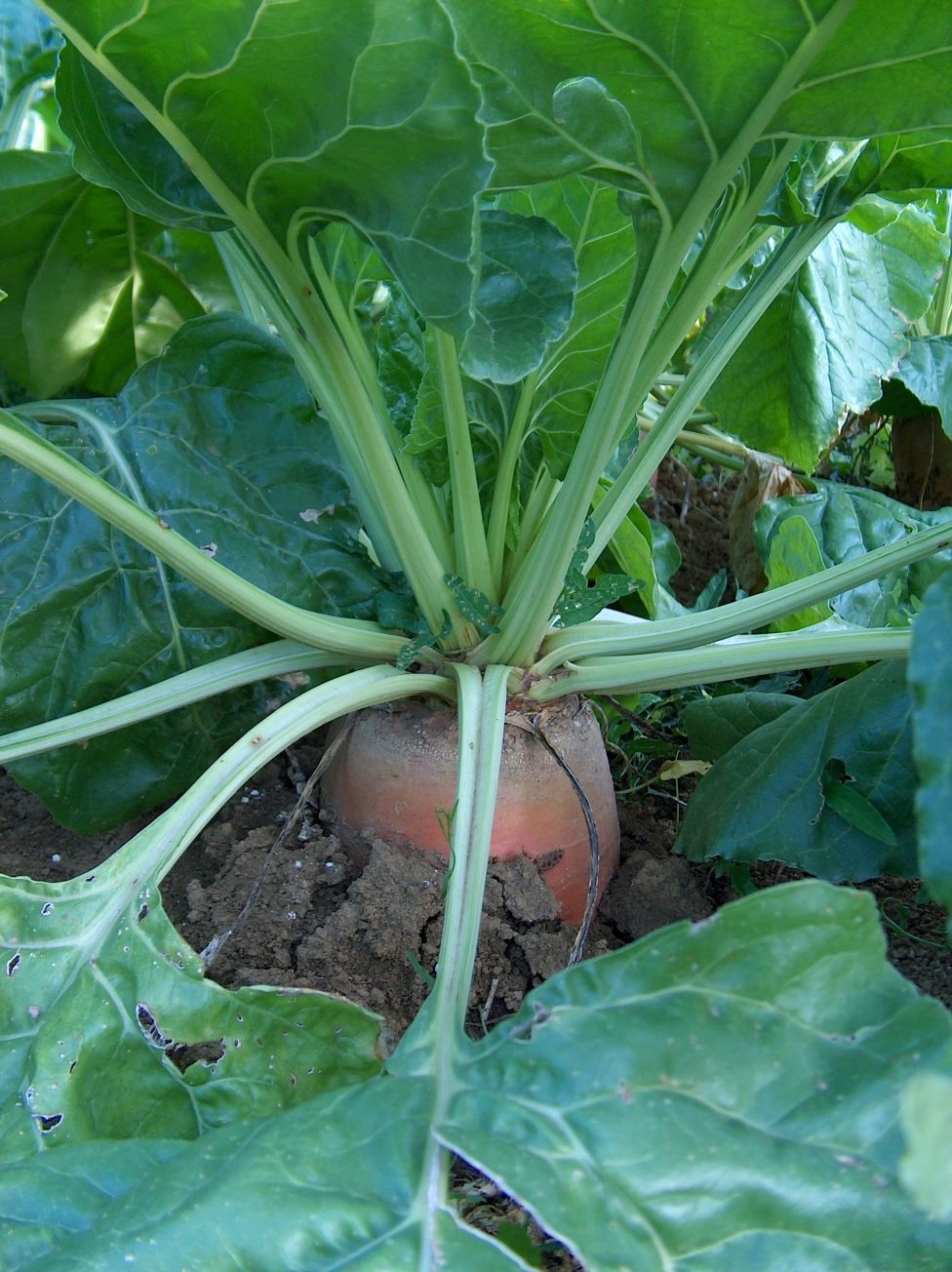
Řepa krmná
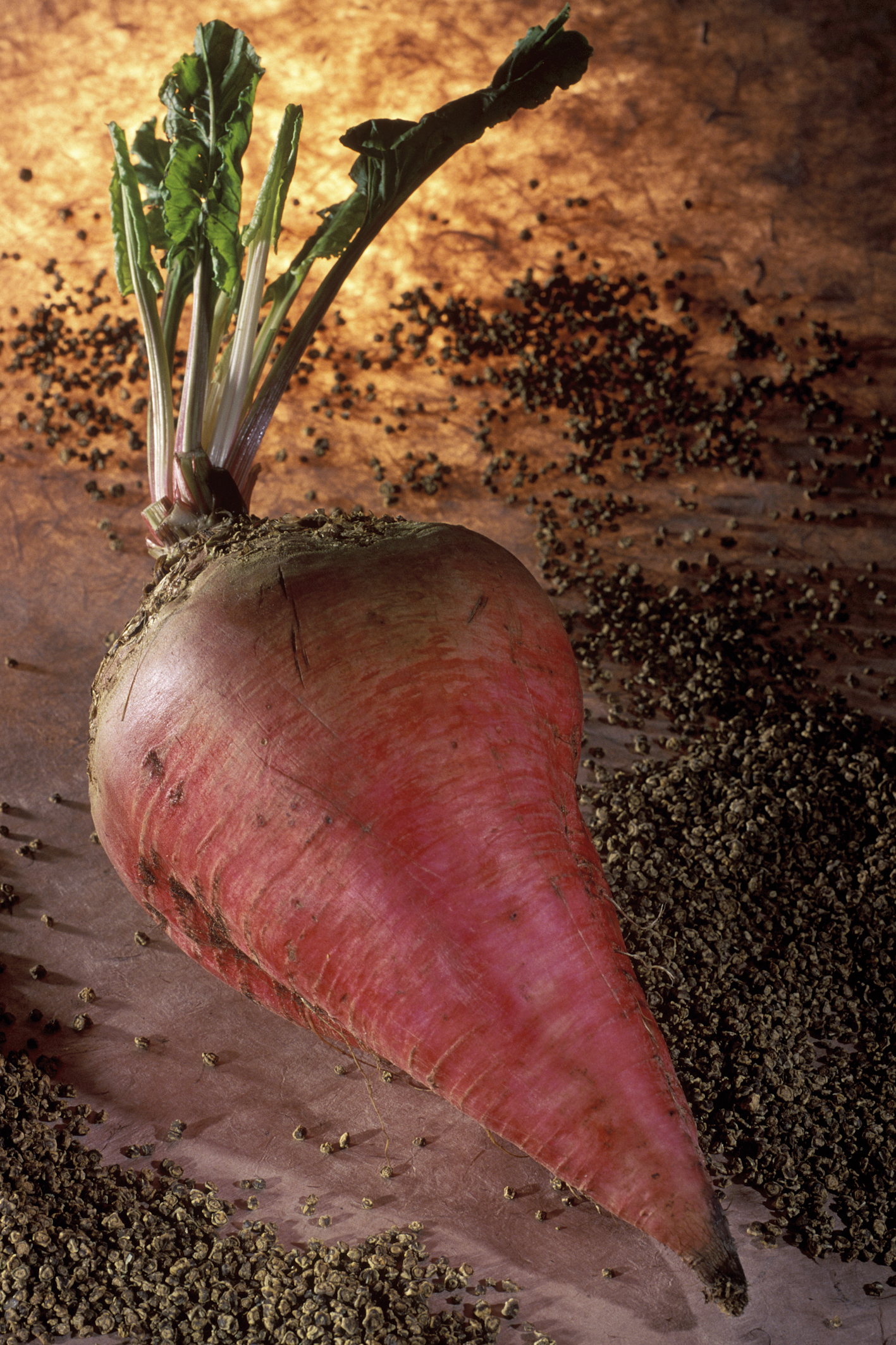
Řepa červená
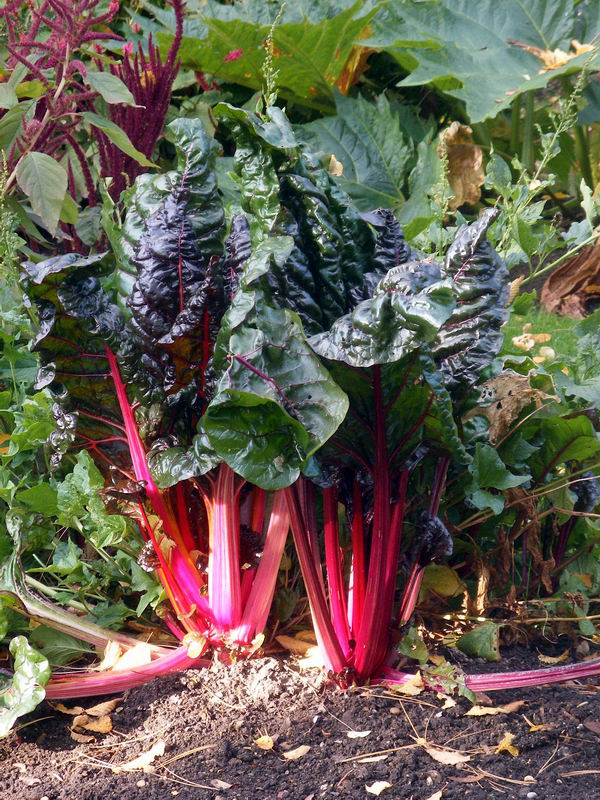
Řepa mangold
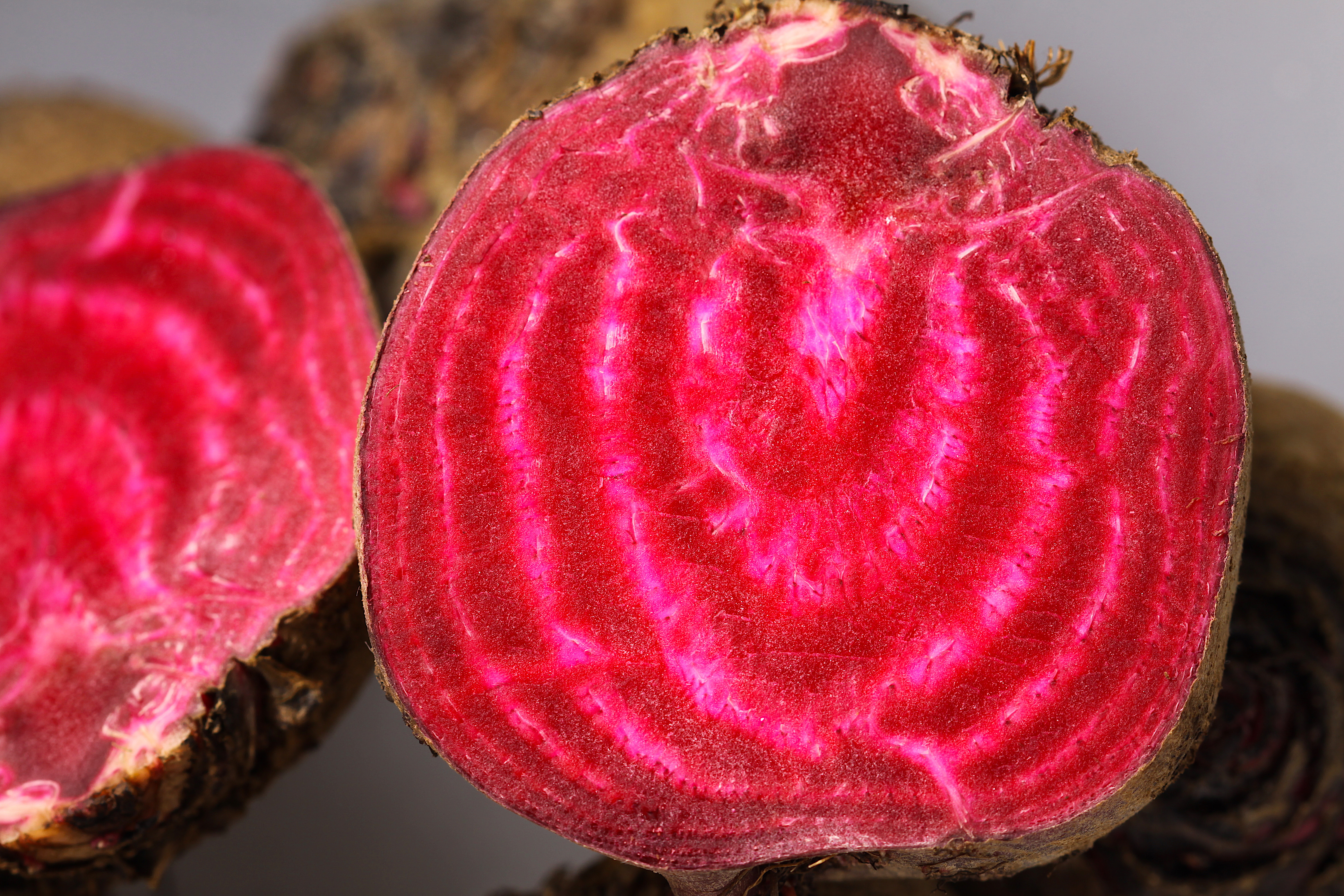
Řepa salátová
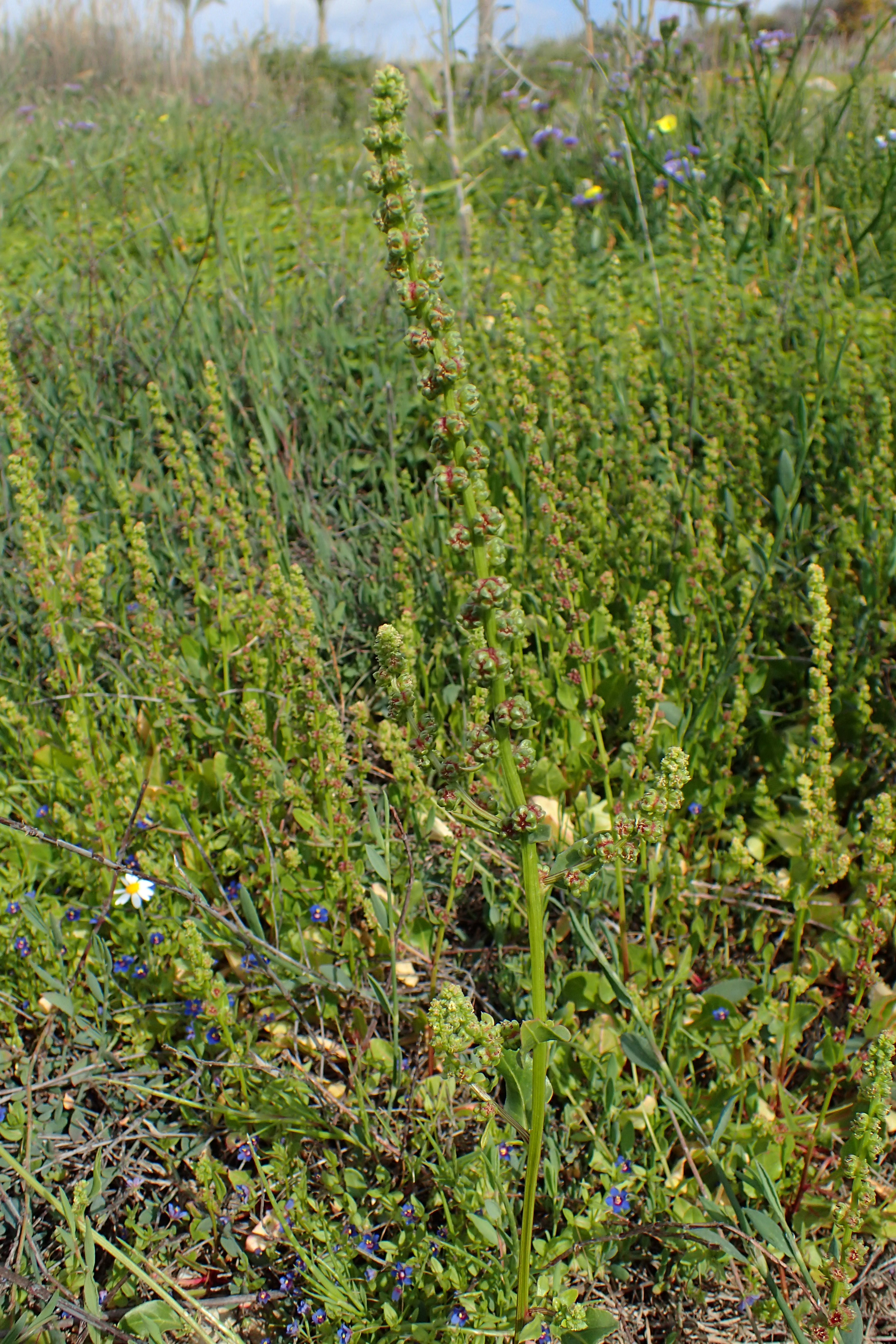
Řepa přímořská